# نجاركلا (تشلاو)
نجارکلا (بالفارسية: نجارکلا) هي قرية تقع في إيران في مازندران. يقدر عدد سكانها بـ 55 نسمة بحسب إحصاء 2016.